# 托马什·卡佐夫斯基
托马什·卡佐夫斯基（捷克語：Tomáš Kacovský，1969年8月29日—），捷克男子赛艇运动员。他曾代表捷克参加世界赛艇锦标赛，获得二枚银牌和一枚铜牌，均来自男子轻量级单人双桨项目。